# Целих Юрій Георгійович
Це́лих Ю́рій Гео́ргійович (нар. 20 червня 1938, м. Кіровоград (нині м. Кропивницький)) — український політик, народний депутат України (1994—1998), член Комуністичної партії України (КПУ), заступник голови партії (1998—2006).

## Життєпис
Народився 20 червня 1938 року у місті Кіровоград (нині місто Кропивницький) в сім'ї службовця; українець; дружина Лілія Іванівна (1940) — пенс.; має 2 дочок.

### Освіта
Освіта Білоцерківський сільсько-господарський інститут (1963—1969), вчений агроном, «Агрономія»; ЗВПШ при ЦК КПРС (1977).

### Кар'єра
Член КПУ (з 1960); Кіровоградська облрада, заступник голови (05.1998-04.2006).
Народний депутат України 2 скликликання з 04.1994 (2-й тур) до 05.1998, Новоукраїнського виборчого округу № 233, Кіровоградської обл., висунутий трудовим колективом. Голова підкомітету з питань депутатської етики, секретар Комітету з питань регламенту, депутатської етики та забезпечення діяльності депутатів, член Спеціальної контрольної комісії з питань приватизації. Член фракції комуністів. На час виборів: Кіровоградське обласне управління меліорації та водного господарства, заступник начальника.
- 09.1955-04.1958 — учень Новоукраїнського ветеринарного технікуму.
- 04.1958-02.1959 — ветеринарний фельдшер Сальківського цукрозаводу, село Салькове Гайворонського району Кіровоградської області.
- 03.1959-05.1961 — літпрацівник редакції Новоукраїнської районної газети «Комуніст», місто Новоукраїнка Кіровоградської області.
- 05.1961-04.1962 — другий секретар Новоукраїнського райкому ЛКСМУ.
- 04.1962-01.1963 — комсорг Новоукраїнського територіального виборчого колгоспно-радгоспного управління Кіровоградського обкому ЛКСМУ.
- 01.1963-01.1965 — заступник секретаря сільського виробничого комітету комсомолу, місто Новоукраїнка.
- 01.1965-03.1969 — перший секретар Новоукраїнського райкому ЛКСМУ.
- 03.1969-02.1973 — секретар, 02.1973-11.1975 — другий секретар Новоукраїнського райкому КПУ.
- 11.1975-04.1976 — заступник голови колгоспу «Росія», місто Новоукраїнка.
- 04.1976-03.1977 — голова колгоспу імені Леніна, місто Новоукраїнка.
- 03.1977-12.1982 — начальник управління сільського господарства, заступник голови Кіровоградського райвиконкому.
- 12.1982-05.1990 — перший секретар Олександрійського райкому КПУ Кіровоградської області.
- 05.1990-09.1991 — другий секретар Кіровоградського обкому КПУ.
- 10.1991-07.1994 — заступник начальника Кіровоградського обласного управління меліорації та водного господарства.

### Захоплення
Шахи, музика.

## Нагороди
- Державний службовець 3-го рангу (з листопада 2000).
- Орден «Знак Пошани», 3 медалі.

## Джерело
- Про склад групи ВР